# Sphedamnocarpus poissonii
Sphedamnocarpus poissonii är en tvåhjärtbladig växtart som beskrevs av Arenes. Sphedamnocarpus poissonii ingår i släktet Sphedamnocarpus och familjen Malpighiaceae. Inga underarter finns listade i Catalogue of Life.